# Авдотковые
Авдотковые (лат. Burhinidae) — семейство птиц из отряда ржанкообразных. В разное время авдоток относили к разным отрядам. В первой половине XX века авдоток причисляли к подотряду куликов (Charadrii) отряда ржанкообразных, признавая впрочем их определённое родство с дрофами. В 70-е годы советские орнитологи провели сравнительные исследования анатомии авдоток и птиц из отрядов журавлеобразных и ржанкообразных, и пришли к твёрдому выводу о близости авдоток к первым. В результате семейство авдоток отнесли к отряду журавлеобразных. В последнее время это семейство снова относят к ржанкообразным птицам, подотряду Chionidi, сближая их с белыми и магеллановыми ржанками. Наиболее древние ископаемые остатки известны из нижнего миоцена и более поздних отложений. Из-за выступающих тарзальных суставов авдотки получили английское название «Thick-knee» — «толстая коленка». Этимология русского названия совершенно не ясна.

## Описание
Длина тела 40—57 см, масса от 0,4 до 1,1 кг. Половой диморфизм в окраске не выражен. Ноги высокие, шея относительно короткая (хотя шейных позвонков 16, как у якан), голова большая, клюв удлинённый (более половины длины головы), относительно толстый. Глаза большие. Ноздри удлинённые, щелевидные, примерно посередине надклювья. Крыло длинное, тупое, почти квадратное на конце с 11 первостепенными маховыми. Первое маховое не редуцировано. Сильно закруглённый хвост из 12—14 длинных рулевых иногда клиновидный. Ноги высокие, относительно толстые. Задний палец отсутствует, у основания 3 передних сравнительно коротких пальцев небольшая перепонка. На нижней стороне пальцев выпуклые подушечки. Такое строение ноги очень напоминает дрофиное, но оно вполне может быть приобретено как приспособление к бегающему образу жизни.
Окраска авдоток защитная, песочно-коричневых тонов с продольными или каплевидными тёмными пестринами, струйчатым рисунком, низ светлый, как и лоб, брови, полосы по бокам головы. Иногда тёмная полоса идёт через глаз. На крыльях и хвосте — яркие контрастные участки из чёрных и белых полей, имеющие сигнальное значение в позе угрозы — вертикальной стойке с раскинутыми крыльями и развёрнутым хвостом. В сумерках и ночью значение белых полей, как маркеров, ещё более возрастает, как это происходит, например, у козодоев. Однако, в отличие от козодоев, у которых белые пятна — признак самцов, оба пола у авдоток окрашены одинаково, почти не отличаются и по размерам. Тип окраски, чёрно-белые поля на тупых широких крыльях также придают авдоткам дрофиный облик. Цвет клюва — от жёлтого с чёрной вершиной до чёрного, радужина и ноги у всех видов жёлтые.

## Распространение
Все континенты, кроме Антарктиды, преимущественно тропические и субтропические широты. Открытые ландшафты — глинистые и песчаные пустыни и полупустыни, степи с разрежённым травянистым покровом.

## Образ жизни
Ведут сумеречный и ночной образ жизни. Преимущественно наземные, хорошо бегают и летают. Моногамы, селятся отдельными парами. Гнездо — лунка в земле с небольшим количеством растительной ветоши. В кладке 2—3 яйца с пятнистым рисунком. Насиживают оба члена пары или самка в течение 4 недель. Некоторые размножаются дважды в сезон. Птенцы вылупляются зрячими, опушенными и, как правило, на следующий день уже способны перемещаться с родителями и затаиваться в случае опасности. На крыло поднимаются в возрасте 1,5—2 месяцев. Во внегнездовой период объединяются в стаи, иногда до нескольких десятков птиц. Питаются насекомыми (преимущественно жесткокрылыми), моллюсками, мелкими ящерицами.

## Классификация
В семействе 3 рода c 10 видами:
- Hesperoburhinus (2 вида) 
  - Доминиканская авдотка (Hesperoburhinus bistriatus) или двуполосая авдотка[8] обитает в Центральной и Южной Америке от Южной Мексики до Северной Бразилии.
  - Перуанская авдотка (Hesperoburhinus superciliaris)  обитает по тихоокеанскому побережью Южной Америки от юга Эквадора до крайнего севера Чили.
- Рифовые авдотки (Esacus) (2 вида) 
  - Большая рифовая авдотка (Esacus recurvirostris) обитает по берегам континентальной части тропической Азии, на островах Малайского архипелага
  - Рифовая авдотка (Esacus magnirostris)  обитает в Австралазии.
- Авдотки (Burhinus) (6 видов)
  - Капская авдотка (Burhinus capensis) обитает в сухих акациевых и парковых саваннах Южной Африки[8].
  - Водяная авдотка (Burhinus vermiculatus) несколько меньшая по размерам и более серая   по окраске, чем Burhinus capensis, селится в речных долинах и у озёр от Центральной до Южной Африки[8].
  - Burhinus grallarius обитает в центральных и южных районах Новой Гвинеи и в Австралии.
  - Обыкновенная авдотка (Burhinus oedicnemus) величиной с голубя, с буровато-серым с тёмными наствольными полосками верхом, беловатым низом и белыми с сероватым поперечным рисунком рулевыми. Клюв жёлтый, к вершине чёрный. Ноги жёлтые. Обитает на юге Европы и севере Африки к востоку до Мьянмы, на север доходит до Беларуси, Украины, Кавказа, Казахстана и Средней Азии[8].
  - Индийская авдотка (Burhinus indicus)[9]  обитает на Индийском субконтиненте и в юго-восточной Азии.
  - Сенегальская авдотка (Burhinus senegalensis) сходна по биологии с водяной авдоткой, обитает в западных, центральных и восточных районах Африки[8].

## Фото

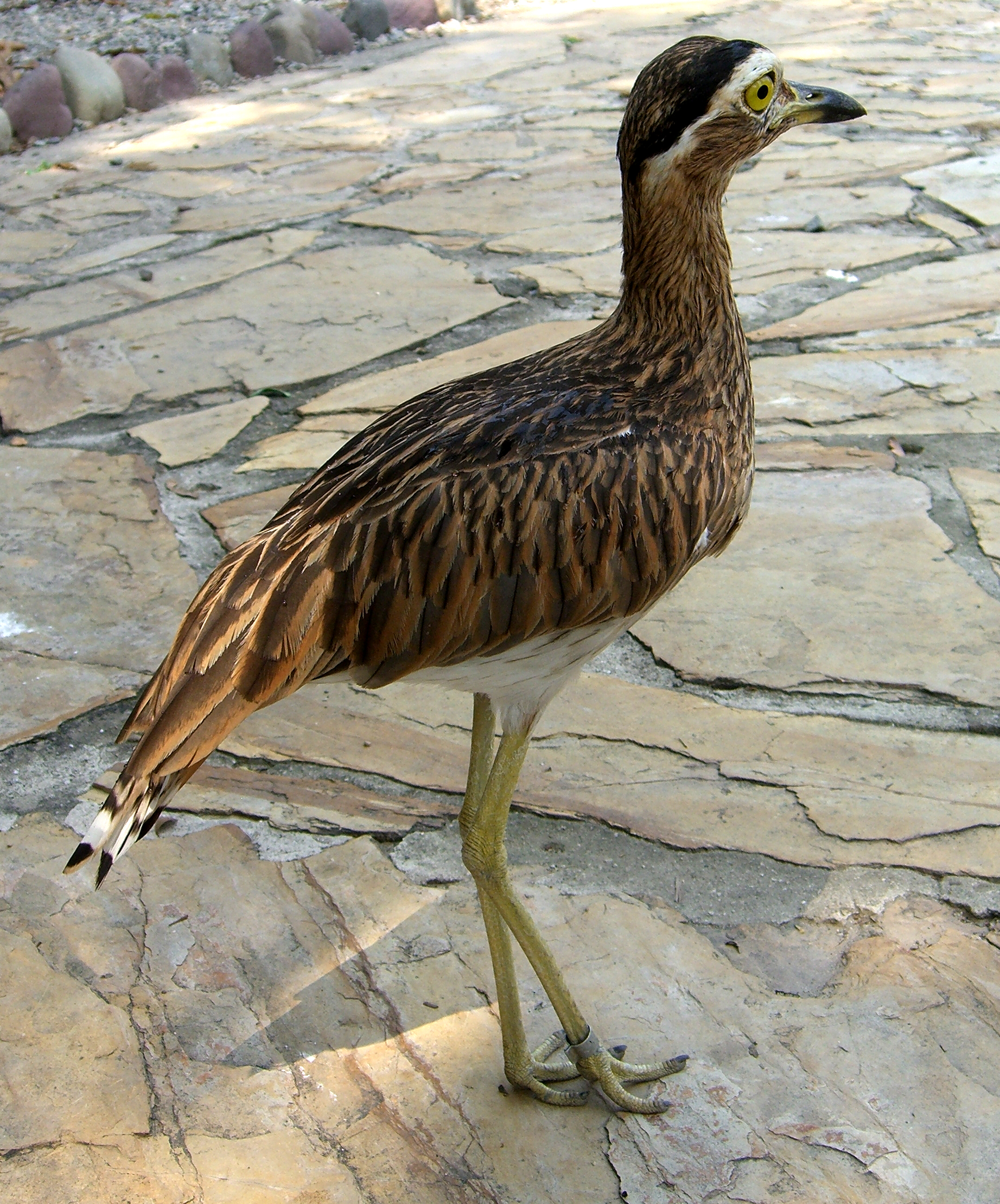
Доминиканская авдотка (Burhinus bistriatus)
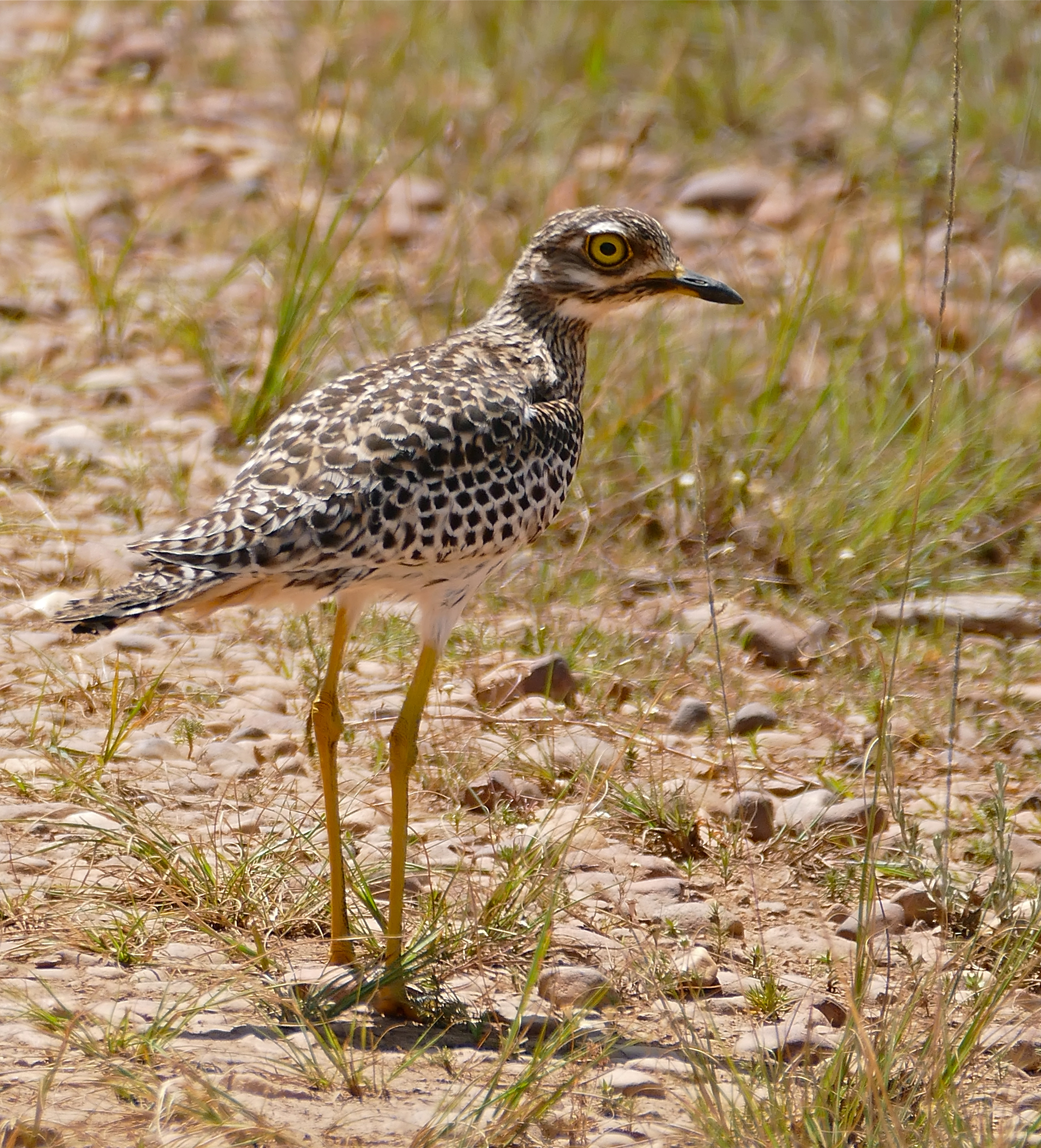
Капская авдотка (Burhinus capensis)
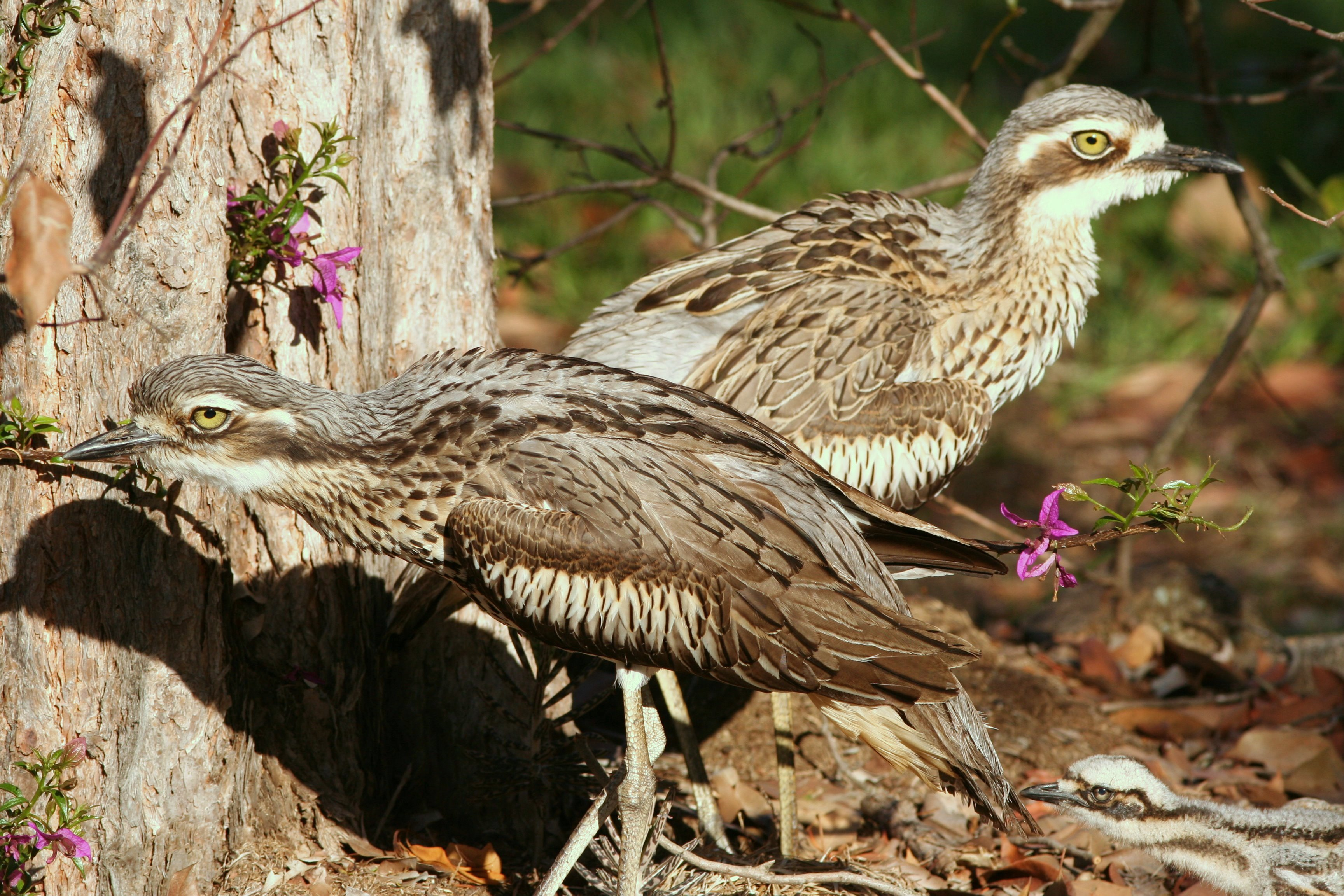
Австралийская авдотка (Burhinus grallarius)
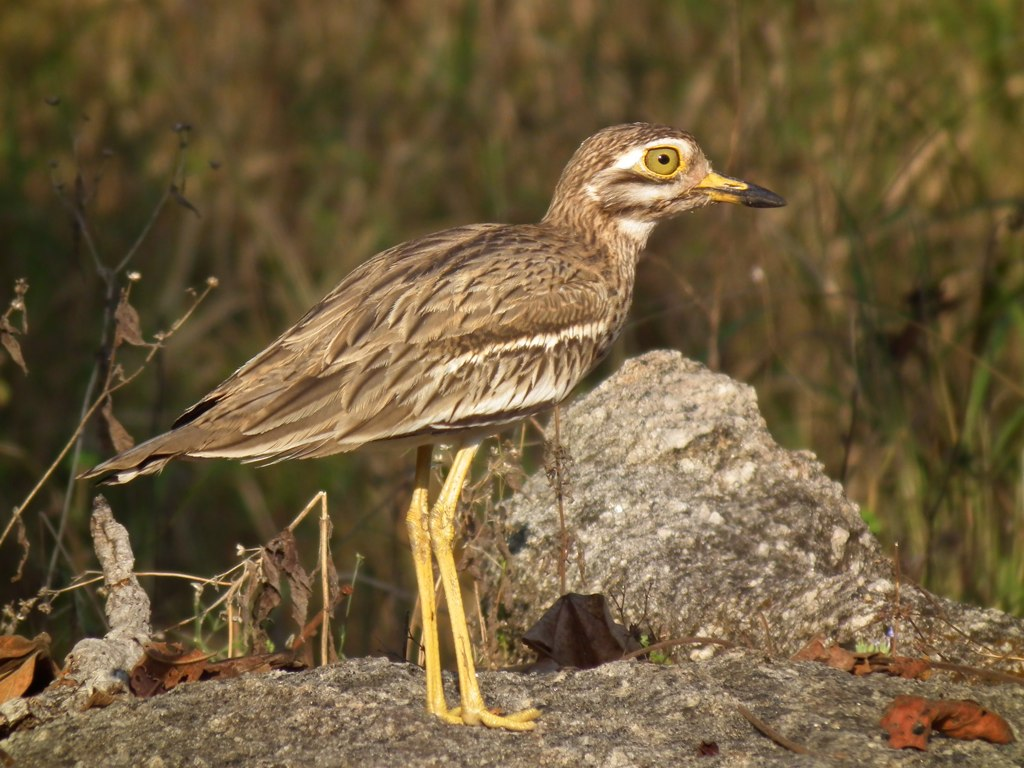
Индийская авдотка (Burhinus indicus)
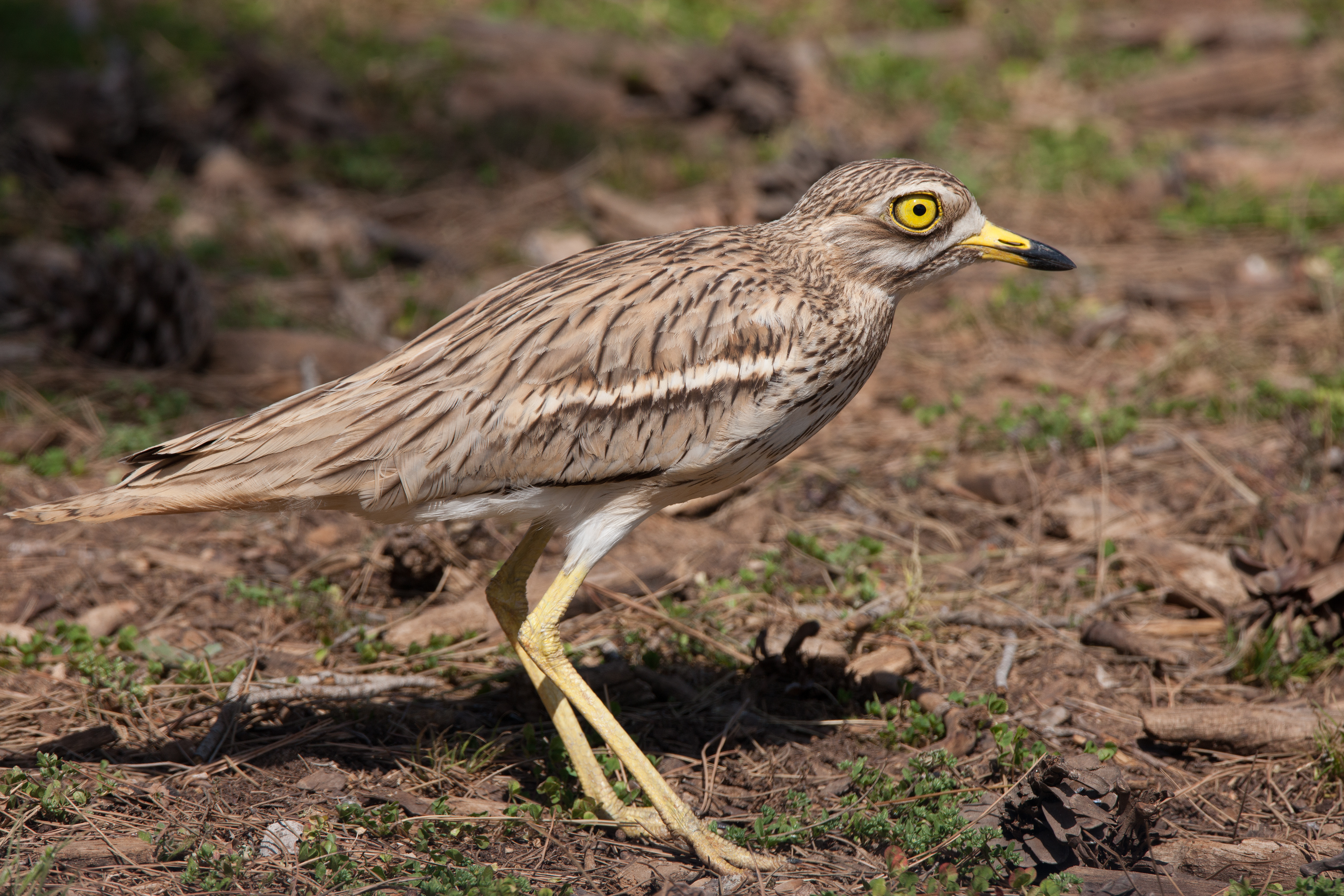
Обыкновенная авдотка (Burhinus oedicnemus)
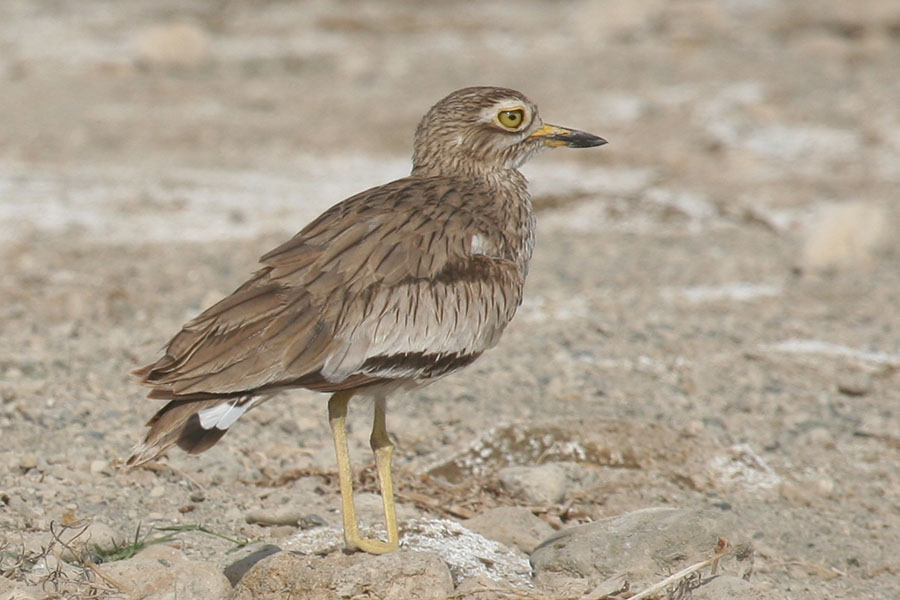
Сенегальская авдотка (Burhinus senegalensis)
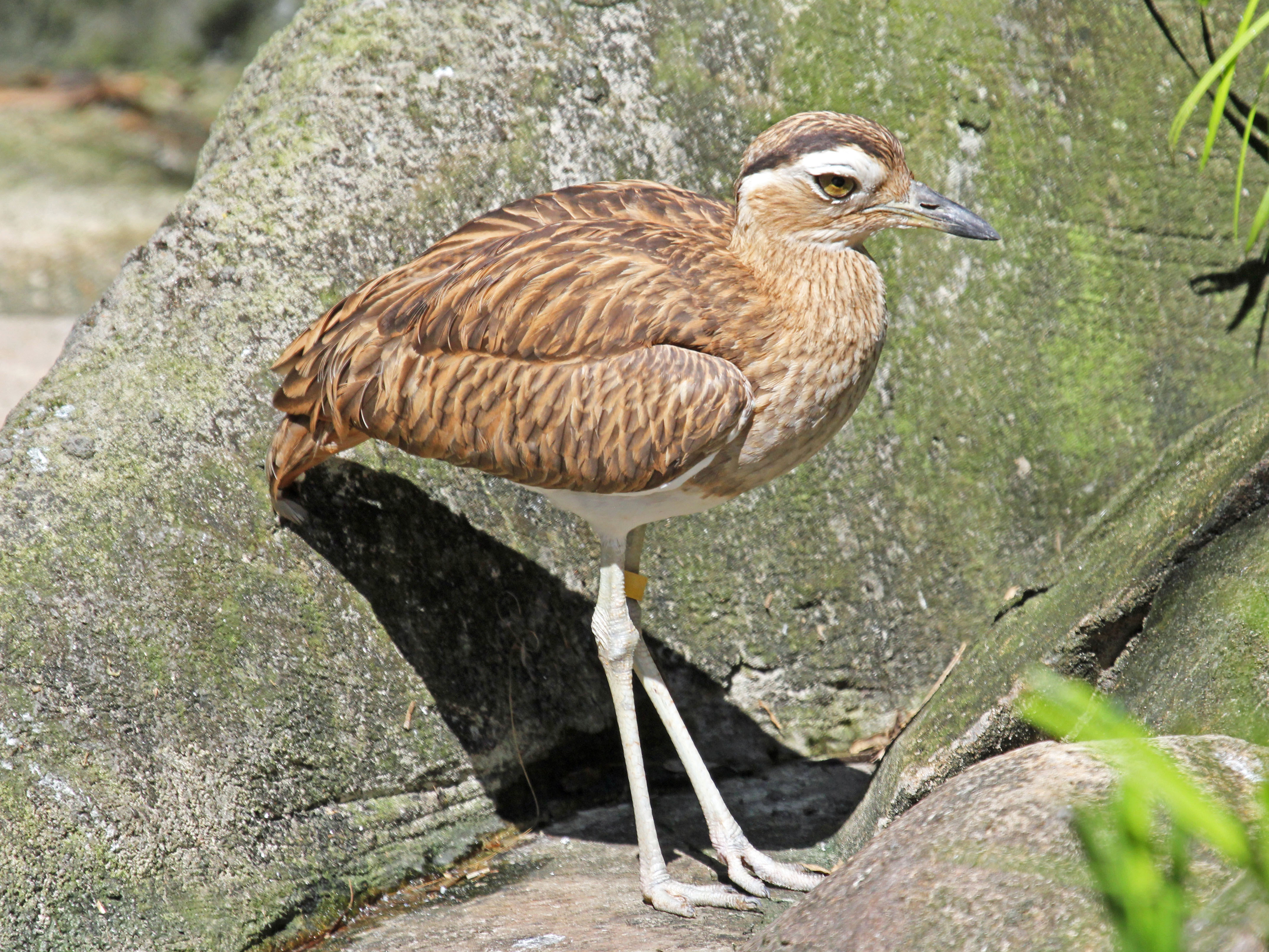
Перуанская авдотка (Burhinus superciliaris)
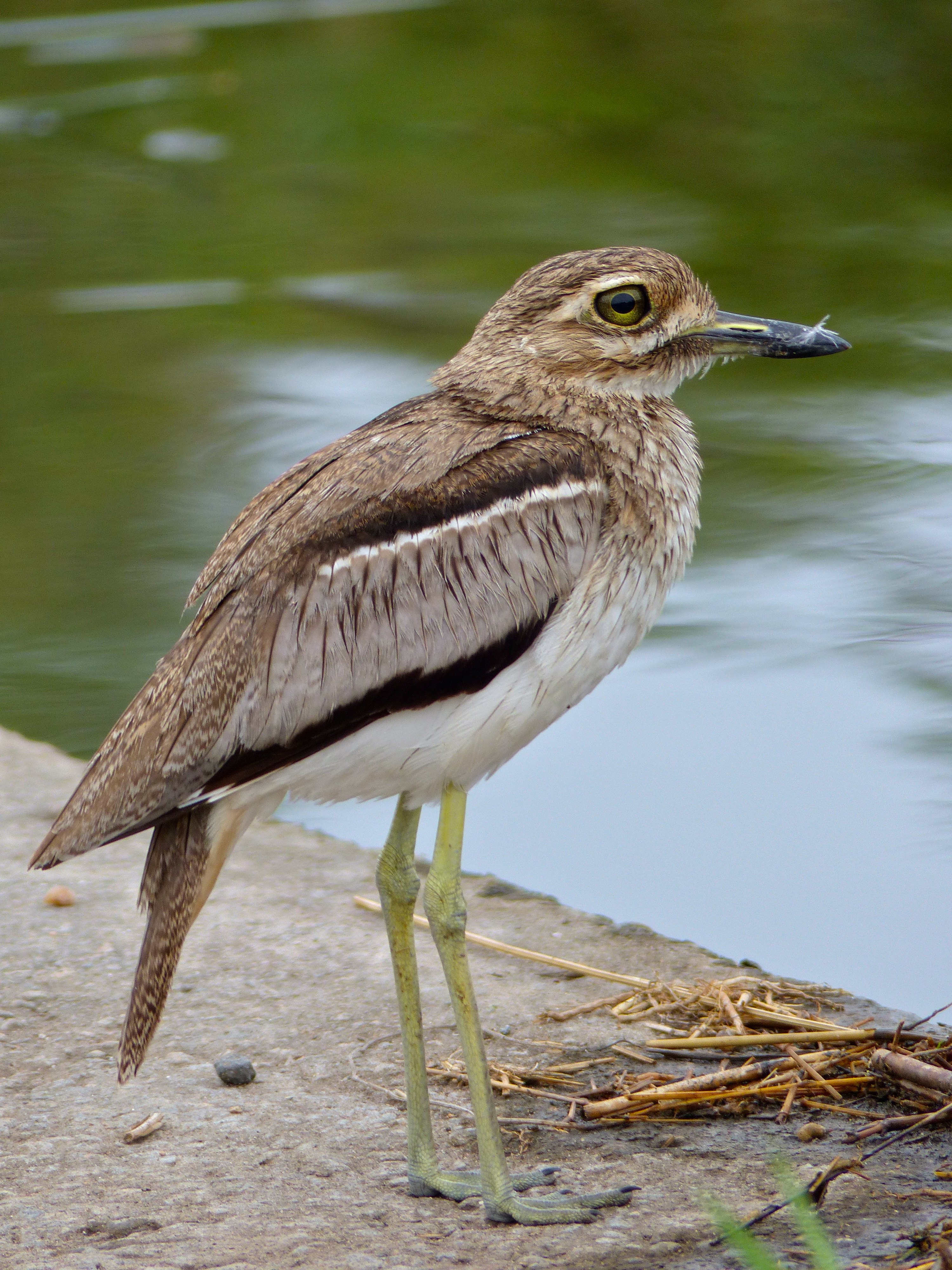
Водяная авдотка (Burhinus vermiculatus)
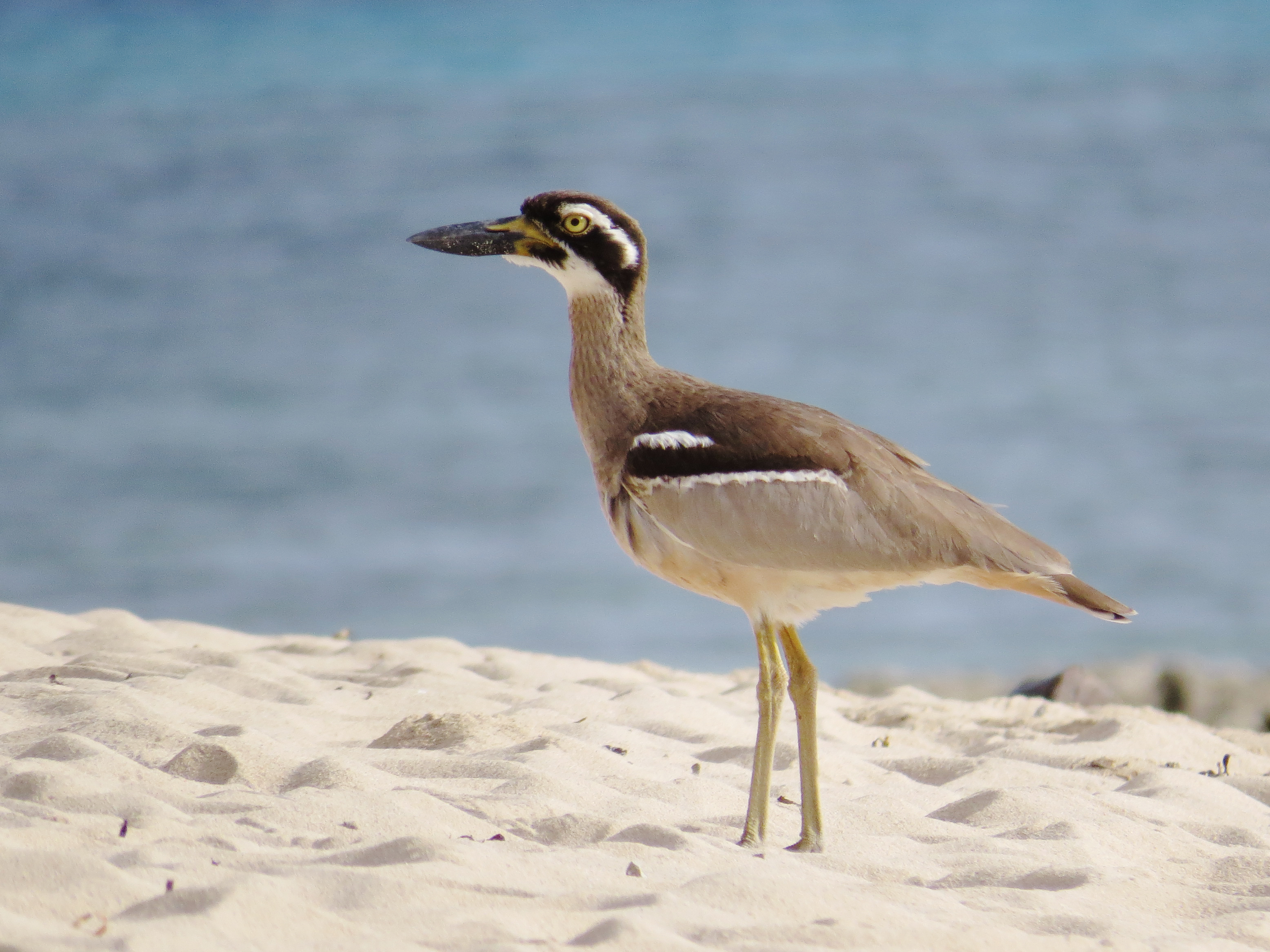
Рифовая авдотка (Esacus magnirostris)
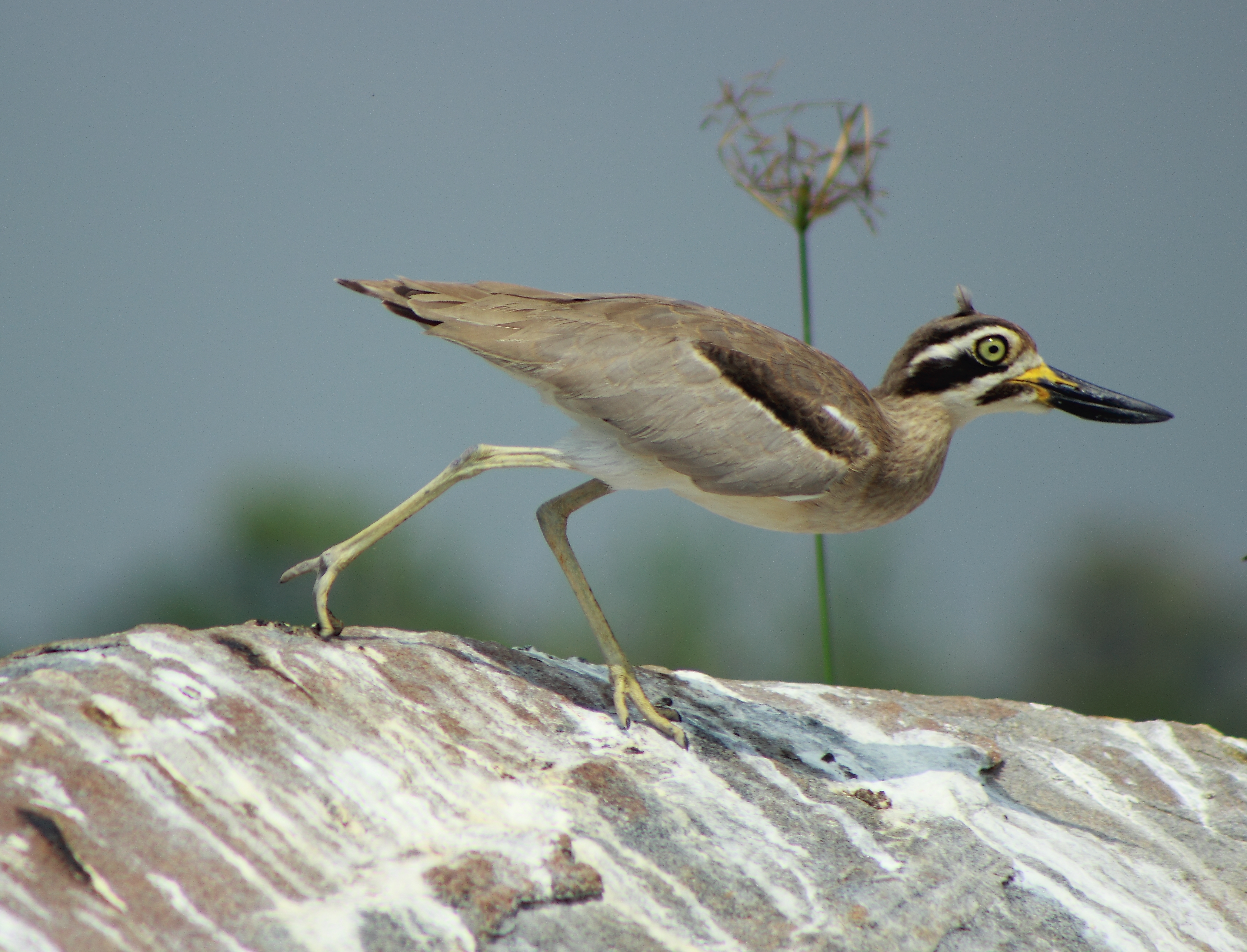
Большая рифовая авдотка (Esacus recurvirostris)